# Dicranomyia conulifera
Dicranomyia conulifera là một loài ruồi trong họ Limoniidae. Chúng phân bố ở miền Australasia.